# René De Clercq
René De Clercq (ur. 16 marca 1945 w Compiègne, zm. 1 stycznia 2017 w Oudenaarde) – belgijski kolarz przełajowy, dwukrotny medalista mistrzostw świata.

## Kariera
Pierwszy sukces w karierze René De Clercq osiągnął w 1969 roku, kiedy zdobył złoty medal w kategorii amatorów podczas przełajowych mistrzostw świata w Magstadt. W zawodach tych wyprzedził dwóch swoich rodaków Rogera De Vlaemincka oraz Roberta Vermeire'a. Na rozgrywanych dwa lata później mistrzostwach świata w Apeldoorn już jako zawodowiec zajął trzecie miejsce. Lepsi okazali się tam tylko dwaj inni reprezentanci Belgii: Eric De Vlaeminck i Albert Van Damme. De Clercq był także czwarty wśród amatorów podczas mistrzostw świata w Zolder w 1970 roku, gdzie w walce o medal lepszy był Rolf Wolfshohl z RFN. Kilkakrotnie zdobywał medale mistrzostw kraju, jednak nigdy nie zwyciężył. Nigdy nie wystąpił na igrzyskach olimpijskich. W 1976 roku zakończył karierę.
Jego brat Roger oraz syn Mario również zostali kolarzami.